# Маргарет Фредкулла
Маргарет Фредкулла (Діва Світу) (також Маргарета або Маргрете; швед. Margareta Fredkulla, норв. Margret Fredskolla, дан. Margrete Fredkulla; (1080  — не раніше 4 листопада 1117 і не пізніше 4 листопада 1130 )) — шведська принцеса, королева консорт Норвегії під час шлюбу з королем Норвегії Магнусом III і королева-консорт Данії під час шлюбу з королем Данії Нільсом Старим. Була де-факто регентом Данії.

## Біографія
Маргарет була дочкою короля Швеції Інге I Старшого та його дружини, королеви Гелени. Точний рік його народження невідомий.

### Королева Норвегії
В 1101 році вона вийшла заміж за короля Норвегії Магнуса. Шлюб був укладений в рамках мирного договору між Швецією і Норвегією. Її часто називали Маргарет Фредкулла, що означає «Маргарет Діва Світу». Її посаг складався з великих ленів і територій Швеції. У 1103 році вона овдовіла після двох років шлюбу і незабаром покинула Норвегію. Шлюб був бездітним. Її від'їзд з Норвегії був сприйнятий як образа норвежців, які очікували, що вона залишиться. Її звинуватили в крадіжці мощей святого Олафа.

### Королева Данії
У 1105 році вона Маргарет заміж за короля Данії Нільса, який був обраний королем у 1104 році. Він описується як пасивний монарх, якому не вистачало здібностей керувати і який надав своїй королеві право займатися справами держави. За його благословення Маргарет правила Данією. Вона описується як мудрий правитель, і поки вона була королевою відносини між Данією та її рідною Швецією була дуже мирними. Вона карбувала власні монети, що є унікальним явищем для королеви-консорта того часу. На данських монетах, викарбуваних у той період, був напис: Margareta-Nicalas (Маргарет-Нільс).
Її батько король Інге Старший помер у 1110 році, і після нього право правління успадкували його племінники. У зв'язку з тим, що її старша сестра Христина жила на Русі, яка знаходилася дуже далеко від Швеції, спадщину їхнього батька було поділено лише між Маргарет та її молодшою сестрою Катаріною. Відомо, що Маргарет поділилася спадщиною зі своїми племінницями Інгрід, королевою Норвегії і Інгеборгою, віддавши кожної одну чверть.
У 1114 році Маргарет отримала лист від Теобальда з Етампеса, в якому він подякував її за щедрість для церкви в Кані.

### Смерть
Після її смерті в 1130 році король Нільс одружився із вдовуючою королевою Швеції Ульфгільдою. Володіння Маргарет у Швеції стали основною підтримкою для її сина Магнуса, коли він з їх допомогою зійшов на трон Швеції. Коли двоюрідний брат Маргарет король Інге Молодший помер, Магнус зайняв престол Швеції як старший онук короля Інге Старшого і правив під ім'ям Магнус I.

## Родина
Чоловік — Нільс  (1104-1134), король Данії
Діти:
- Інге Нільсен (помер у дитинстві)
- Магнус (народився близько 1106 року)